# Tux, of Math Command
Tux, of Math Command (zkráceně TuxMath) je open-source hra žánru arkáda, jejímž cílem je procvičení aritmetiky. Hra je vytvořená primárně pro děti a zpočátku pro Linux.

## Historie
První alfa verze hry byla vydána jejím původním vývojářem, Billem Kendrickem, v září 2001, pár dnů před Teroristickými útoky 11. září 2001. Kvůli tomu bylo rozhodnuto, že původní vyobrazení explodujících staveb již nebylo vhodné. Časem byly obrázky města nahrazeny obrázky iglú, které se tak shodovaly s arktickým motivem Tuxe, maskota operačního systému Linux, který je hlavní postavou ve hře.
Od veze 1.7.0 hra obsahuje také multiplayerový mód a aktivitu zaměřenou na faktorizaci, nazývanou Factoroids.

## Popis hry
Princip hry je volně založen na tom, který nabízela hra Missile Command, ale s padajícími kometami na město, namísto řízených střel. Podobně jako u Missile Command se hráč pokouší obránit jeho město, ale místo použití zaměřovače ovládaného pomocí trackballu hráč řeší matematické příklady, které jsou napsány na každé padající kometě, kterou laser zničí poté, co je příklad správně vyřešen.

### Funkce hry
Hra nabízí podporu více hráčů (užitečné pro školy), multiplayerový mód v LAN, návody a procvičovací režim – více než 50 zahrnutých lekcí, jejichž úroveň obtížnosti začíná u jednoduchého psaní výsledků příkladů, které mají pouze čtyři základní aritmetické operace a končí u úkolů s chybějícími čísly (například "3 x ? = 12"). Jakožto open-source projekt byla hra portována na velké množství různých platforem a operačních systémů, například Linux, Windows, macOS, BeOS a další. Lokalizace do více než 30 jazyků byla zprostředkována komunitou. Zahrnuta je také aktivita zvaná "Factoroids", která je klonem klasické hry pro Atari s názvem "Asteroids", upravená tak, aby pomáhala procvičovat faktorizace.

## Přijetí a odezva

### Distribuce
TuxMath je zahrnut v několika Linuxových distribucích, včetně Edubuntu, verze Ubuntu určené pro vzdělávání. Hra byla také obsažena na netboocích ASUS Eee PC.